# Vetrovala Peak
Der Vetrovala Peak (englisch; bulgarisch връх Ветровала wrach Wetrowala) ist ein 800 m hoher und felsiger Berg im Süden der Trinity-Halbinsel des Grahamlands auf der Antarktischen Halbinsel. Er ragt am Kopfende des Sjögren Inlet zwischen den Mündungen des Sjögren- und des Boydell-Gletschers 11,47 km südlich bis östlich des Lobosh Peak, 11,92 km westlich des Mount Wild, 6,33 km nordnordöstlich des Draka-Nunataks, 11,83 km östlich des Mount Hornsby und 8,2 km südöstlich des Surwakari-Nunataks im südlichen Teil des Aldomir Ridge auf.
Die bulgarische Kommission für Antarktische Geographische Namen benannte ihn 2011 nach einem Gebiet im Witoschagebirge im Westen Bulgariens.